# Podagrica fuscicornis
Altise de la Guimauve
Espèce
Podagrica fuscicornis, l’Altise de la Guimauve, est une espèce de coléoptères de la famille des Chrysomelidae.

## Caractéristiques
Ces chrysomèles mesurent de 3 à 6 mm de long. Le corps est allongé et le pronotum est finement ponctué. La tête, le pronotum et les pattes sont de couleur rouge vif. Les pièces buccales sont de couleur jaune rougeâtre vif, à l'exception des extrémités des mandibules qui sont noirâtre. Les angles postérieurs du pronotum sont acuminés. L' abdomen est de couleur foncée. Les élytres sont de couleur bleu métallique à vert métallique, avec une ponctuation très désordonnée et des stries vaguement alignées. Les antennes sont rougeâtres à la base et s'assombrissent vers la pointe.

## Répartition
Podagrica fuscicornis est une espèce paléarctique. L'espèce est répartie dans le sud et le centre de l'Europe. Au nord, sa présence s'étend au Danemark, au sud de la Pologne et au sud de l'Angleterre. C'est l'espèce la plus commune de son genre en Allemagne. L'espèce est également présente en Crimée, dans le Caucase, au Proche-Orient et en Afrique du Nord.

## Habitat
Friches, prairies, bords de chemins, lisières forestières, jardins et parcs.

## Écologie
Les adultes volent de mai à août. On les observe souvent sur de nombreuses espèces du genre Malva, Alcea, Althaea et Lavatera. Les larves se développent dans la tige des plantes. Elles quittent ensuite la plante et hivernent dans le sol où elles se nymphosent au printemps. Les adultes se nourrissent des feuilles des plantes par perforation et peuvent provoquer de gros dégâts. Ces coléoptères sont grégaires, mais apparaissent rarement en grand nombre, par conséquent, ils sont considérés comme des ravageurs de plantes peu préoccupants. Ils ne possèdent pas de fémurs postérieurs particulièrement épaissis et ne présentent donc aucun comportement de saut.

## Espèces similaires
Les autres espèces du genre peuvent être source de confusion, notamment Podagrica fuscipes mais celle-ci a les pattes noires ou encore Podagrica menestriesii mais cette dernière a une forte ponctuation pronotale, grossière et resserrée. Enfin Podagrica malvae a les pattes plutôt sombres.

## Systématique
Le nom valide complet (avec auteur) de ce taxon est Podagrica fuscicornis (Linnaeus, 1767).
L'espèce a été initialement classée dans le genre Chrysomela sous le protonyme Chrysomela fuscicornis Linnaeus, 1767.
Ce taxon porte en français le nom vernaculaire ou normalisé suivant : Altise de la Guimauve,.
Podagrica fuscicornis a pour synonymes :
- Chrysomela fuscicornis Linnaeus, 1767
- Podagrica chrysomelina Waltl, 1835